# Александър (филм)
„Александър“ (на английски: Alexander) е американски пълнометражен игрален филм на режисьора Оливър Стоун от 2004 г. за живота на Александър Македонски. Филмът има рекордния за режисьора бюджет от 150 милиона щатски долара, но в САЩ се приема зле и от критиката и от зрителите (само 34 милиона $ приходи). В останалия свят има сравнително добър успех и донася над 130 милиона $.

## Сюжет
Действието на филма преминава през погледа на вече остарелия Птолемей I (Антъни Хопкинс), някогашен военачалник и близък другар на Александър Македонски (Колин Фарел). Филмът проследява възкачването на престола на младия Александър, след загадъчната смърт на баща му Филип (Вал Килмър) и последвалия възход и създаване на огромната му империя.
Засегната е и темата за сложните му отношения с властната му майка Олимпиада (Анджелина Джоли) и Хефестион (Джаред Лето) – близък приятел. Във филма са пресъздадени битката при Гавгамела и битката при Хидасп.

## В ролите
| Изпълнител          | Роля       |
| ------------------- | ---------- |
| Колин Фарел         | Александър |
| Анджелина Джоли     | Олимпиада  |
| Джаред Лето         | Хефестион  |
| Вал Килмър          | Филип      |
| Антъни Хопкинс      | Птолемей I |
| Рори Маккан         | Кратер     |
| Джоузеф Морган      | Филота     |
| Ник Данинг          | Атал       |
| Джонатан Рис Майърс | Касандър   |
| Кристофър Плъмър    | Аристотел  |

## Номинации
Филмът е номиниран в шест категории за наградите „Златна малинка“ за 2005 година: „Най-слаб филм“, „Най-слаб актьор“ (Колин Фарел), „Най-слаба актриса“ (Анджелина Джоли), „Най-слаб режисьор“ (Оливър Стоун), „Най-слаб поддържащ актьор“ (Вал Килмър) и „Най-слаб сценарий“. Въпреки шестте номинации, филмът не „печели“ нито една от тези награди.

## В България
През 2005 г. филмът е издаден на VHS и DVD от Prooptiki и е с български субтитри.
В България филмът е излъчен на 17 февруари 2018 г. по БНТ 1 с български субтитри.